# Mamurlau
Mamurlau (Mamurlao, Mamurlão) ist eine osttimoresische Siedlung im Suco Soro (Verwaltungsamt Ainaro, Gemeinde Ainaro).

## Geographie und Einrichtungen
Das Dorf Mamurlau liegt im Westen der Aldeia Poelau in einer Meereshöhe von 972 m. Die einzige Straße, an der sich die Häuser aufreihen, führt vom südlichen Dorfende in den nördlichen Nachbarort Poreme im Suco Manutaci. Direkte Verbindungen zu den anderen Siedlungen in Soro fehlen.
Im Zentrum des Dorfes steht eine Sendeantenne der Telkomcel. Beim Dorf entspringt ein Zufluss des Maumall, einem Nebenfluss des Belulik.